# 向阳路街道
向阳路街道，是中华人民共和国天津市南开区下辖的一个乡镇级行政单位。

## 行政区划
向阳路街道下辖以下地区：
向阳路社区、云阳里社区、华阳里社区、战备楼社区、延安楼社区、芥园中里社区、冶金里社区、留园里社区、集园里社区、昔阳里社区、延长里社区、宜君里社区、大园新居社区、瑞湾花园社区和南泥湾路社区。